# 100 Liens
Pour plus de détails, voir Fiche technique et Distribution.
100 Liens est un  film français réalisé par Billel Sakhri, sorti en 2022. Le film raconte l'histoire d'une autobiographie romancé de Billel Sakhri.

## Synopsis
Ce film raconte l'histoire d'un jeune banlieusard souhaitant devenir quelqu'un d'autre.

## Distinctions
Le film est récompensé par le festival du film de Barcelone,  le festival du film de Paris et le Florida Shorts en 2021, dans les catégories de Best Acting (« Meilleur jeu d'acteur »), Best Inspirational film (« Meilleur film inspirant ») et Best Actor (« Meillleur acteur »).  
Il est nommé par le Hollywood International Golden Age Festival, le London Indie Film Festival, le Venice Short Film Festival et le Phoenix Monthly Short Film Festival.